# Urbana (Illinois)
Urbana – miasto w stanie Illinois w Stanach Zjednoczonych, siedziba hrabstwa Champaign. Nazwa miasta pochodzi od miasta Urbana w stanie Ohio, także siedziby tamtejszego hrabstwa Champaign. Razem z miastem Champaign tworzą obszar metropolitalny.
Według spisu w 2020 roku liczy 38,3 tys. mieszkańców, co oznacza spadek o 7,1% od poprzedniego spisu z roku 2010. Uniwersytet Illinois w Urbana-Champaign leży częściowo w Urbana. Znaczna liczba studentów i kadr uniwersytetu mieszka w Urbana, które jest dwukrotnie mniejszym miastem od przyległego Champaign.
W mieście rozwinął się przemysł maszynowy oraz precyzyjny.